# Grotte des Escabasses
La grotte des Escabasses, aussi appelée grotte de la Vipère ou grotte de Trioulet ou grotte du Bois Noir, est une grotte ornée préhistorique située dans le département du Lot, sur le territoire de la commune de Thémines au lieu-dit Carrière Ferrade. 
Cette grotte appartient à une personne privée et n'est pas visitable.

## Historique
La grotte a été sondée dans les années 1920 et a été utilisée pendant la seconde Guerre mondiale par les maquisards.
André Niederlender et Raymond Lacam ont fait des sondages dans la grotte en 1929. Ils ont permis de trouver dans la première salle des tessons de poterie, des pendeloques et des poinçons en os. Ces objets ont été datés de l'âge du bronze, de l'âge du fer ainsi que de la période gallo-romaine.
Les premières peintures ont été découvertes en 1962 au cours d'une exploration par les spéléologues G. Canet, J.-P. Bourdon de Rueyres, Thémines, et Michel Lorblanchet. M. G. Canet a découvert la gravure pendant des travaux de désobstruction du boyau terminal. M. G. Canet avait été le premier à remarquer « un trait noir sur la paroi », en 1961.

## Description physique
La grotte des Escabasses est située sur le causse de Gramat, à 2km de la grotte de Roucadour. L'entrée de la grotte est située au point le plus bas du «cloup» (= doline) des Escabasses. Elle a été à une époque une «goule d'absorption» suivant l'expression utilisée par Édouard-Alfred Martel. L'entrée est encombrée de blocs effondrés de la voûte.
La grotte se divise en :
- galerie d'entrée, longue de 25 m, large de 5 m et d'une hauteur variant entre 1 et 4 m. Son sol est en pente.
- salle des stalagmites, longue de 35 m, large de 10 à 15 m, ayant une voûte élevée. Le point le plus bas est situé à 30m sous le niveau d'entrée.
- galerie du petit cheval, longue de 100 m, d'une largeur variant de 1 à 3 m, avec une voûte élevée. Cette galerie porte des traces de peintures préhistoriques qui n'ont pas été conservées à quelques exceptions près.
- galerie des Ours, approximativement circulaire, de 12 à 15 m de diamètre.
- galerie et salle Bourdon, boyau étroit de 1 à 2 m.
- galerie Canet, où G. Canet a trouvé à son extrémité une gravure de palmipède à 200 m de l'entrée.
- galerie du Blaireau à partir de la galerie des Ours.

## Les œuvres
Dans la galerie du petit cheval :
- panneau 1 : il est situé à 125m de l'entrée. Ce panneau long de 1,30 m représente deux chevaux dont un est presque entier.
- panneau 2 : il est situé à 135 m de l'entrée. L'effritement de la calcite n'a laissé subsister que l'arrière-train d'un animal couvert de longs poils, mais qui ne semble pas être un mammouth.

Dans la galerie Canet :
- gravure d'un palmipède dont les traits sont profondément incisés. On distingue nettement la tête, le cou et l'aile repliée.

Le décor de la grotte des Escabasses peut dater d'une période comprise entre le gravettien et le magdalénien ancien.

## Protection
La grotte a été classée au titre des monuments historiques le 19 juin 1968.